# Ormocarpopsis aspera
Ormocarpopsis aspera é uma espécie vegetal da família Fabaceae.
Apenas pode ser encontrada no Madagáscar.